# Aedia albodiscalis
Aedia albodiscalis là một loài bướm đêm trong họ Erebidae.